# Jadwiga Laska
Jadwiga Ewa Laska (ur. 18 grudnia 1960 w Kańczudze) – profesor nauk technicznych w dyscyplinie inżynieria materiałowa, profesor nadzwyczajny Akademii Górniczo-Hutniczej w Krakowie i profesor nadzwyczajny Państwowej Wyższej Szkoły Zawodowej w Tarnowie oraz rektor tej uczelni (2015–2020).

## Życiorys
Jadwiga Laska jest absolwentem Wydziału Chemicznego Politechniki Warszawskiej, na którym w 1985 roku ukończyła studia na kierunku chemia. Od 1990 r. nieprzerwanie pracuje na Wydziale Inżynierii Materiałowej i Ceramiki Akademii Górniczo-Hutniczej w Krakowie, zatrudniona kolejno na stanowisku asystenta, adiunkta i profesora nadzwyczajnego. Doktorat obroniła w 1994 na Wydziale Chemicznym Politechniki Warszawskiej, a w 2007 uzyskała habilitację na Wydziale Informatyki i Nauki o Materiałach Uniwersytetu Śląskiego w Katowicach. Od 2001 roku pracuje także w Państwowej Wyższej Szkole Zawodowej w Tarnowie, najpierw na stanowisku wykładowcy, a od 2007 r. na stanowisku profesora nadzwyczajnego w Instytucie Politechnicznym PWSZ w Tarnowie. W 2015 r. została wybrana na rektora Państwowej Wyższej Szkoły Zawodowej w Tarnowie.
Autorka ponad sześćdziesięciu publikacji. Obszar jej zainteresowań naukowych stanowi chemia polimerów oraz chemia i technologia organiczna.